# Megastethodon wataikwensis
Megastethodon wataikwensis is een halfvleugelig insect uit de familie schuimcicaden (Cercopidae). De wetenschappelijke naam van deze soort is voor het eerst geldig gepubliceerd in 1912 door Distant.